# Gołąbek kremowoorzechowy
Gołąbek kremowoorzechowy (Russula cremeoavellanea Singer) – gatunek grzybów należący do rodziny gołąbkowatych (Russulaceae).

## Systematyka i nazewnictwo
Pozycja w klasyfikacji według Index Fungorum: Russula, Russulaceae, Russulales, Incertae sedis, Agaricomycetes, Agaricomycotina, Basidiomycota, Fungi.
Po raz pierwszy opisał go w 1936 r. Rolf Singer pod brzozami w Belgii i nadana przez niego nazwa naukowa jest ważna. Brak typu nomenklatorycznego. Polską nazwę zarekomendował Władysław Wojewoda w 2003 r.

## Morfologia
Kapelusz
Średnica 2,2–8 cm, mięsisty, ale kruchy, początkowo wypukły, potem płaski, często lekko zagłębiony w środku, czasem nieregularny, z dość cienkim, tępym brzegiem. Powierzchnia gładka lub lekko żłobkowana, o bardzo zmiennej barwie, czasem wiśniowoczerwonej na ochrowym tle, ale najczęściej częściowo lub nawet głównie żółtawa, kości słoniowej, cytrynowożółta, a nawet lekko zielonkawożółta. Brzeg bladoróżowy, jasnoczerwony lub brudnoczerwony, brązowoczerwony lub kasztanowy. Skórka drobnoziarnista, łuszcząca się, błyszcząca, podczas deszczu lepka, w stanie suchym bardziej matowa, dająca się oddzielić tylko przy brzegu.
Blaszki
Średnio gęste lub gęste, o szerokości 3–10 mm, równe, czasami rozwidlone (szczególnie przy trzonie) lub karbowano-anastomozowane, tępe z przodu, dość jasnożółte, bardzo zdeformowane w niektórych miejscach.
Trzon
Wysokość 2–5 cm, grubość 0,6–2,5 cm, równy, cylindryczny, czasem lekko wygięty, rzadko zdeformowany, pełny, czasem wydrążony przez robaki. Powierzchnia biała lub lekko słomkowa, czasem z lekkim brązowawym lub szarawym wybarwieniem, często dość silnie lub mocno chropowata, pomarszczona lub oprószona, zwłaszcza na górze.
Miąższ
Gruby, kruchy, biały, niekiedy z szarożółtawym wybarwieniem, o słodkawym smaku i słabym zapachu lub bez zapachu (po przekrojeniu ma lekko kwaśno-owocowy zapach). Silnie reaguje z gwajakolem, słabo z FeSO4.
Cechy mikroskopowe
Zarodniki 6,7–9,2 × 6,2–7,5 µm, odwrotnie jajowate, kolczaste lub prawie kolczaste, dołkowane, w niektórych miejscach silnie połączone żeberkami, ze stożkowatymi lub cylindrycznymi brodawkami, czasami ostrymi, osiągającymi wysokość 1 µm, na ogół bardzo amyloidalnymi, często towarzyszą im dość liczne drobne brodawki. Wyrostek wnęki 1,5 × 1,5 µm, pora rostkowa okrągła, lekko kanciasta, wyraźnie amyloidalna, 2,5–3,25 µm. Podstawki 30–45 × 8,7–11 µm, pod działaniem sulfowaniliny karminowe, a nie pomarańczowe. Cystydy na ostrzach i krawędziach blaszek rozproszone, wąskie, lekko kręte, tępe lub spiczaste u góry, 50–85 × 7,5–10 µm, ze stosunkowo słabą reakcją na sulfowanilinę. Skórka kapelusza zbudowana z mniej lub bardziej splątanych strzępek o średnicy 2–3 µm, w epikutisie z tępymi włoskami. W miąższu obecne przewody mleczne o średnicy 7 µm.

## Występowanie i siedlisko
Podano stanowiska w Europie i Azji. W Polsce do 2003 roku jedyne stanowisko podał Stanisław Domański w Lasach Łochowskich w 1997 r., w późniejszych latach podano następne.
Naziemny grzyb mykoryzowy. W Polsce podano jego stanowiska w lasach iglastych wśród borówek czarnych, oraz w lasach liściastych pod brzozami.